# Cardamine violacea
Cardamine violacea là một loài thực vật có hoa trong họ Cải. Loài này được (D.Don) Wall. mô tả khoa học đầu tiên năm 1831.